# Thorens-Glières
Thorens-Glières este o comună în departamentul Haute-Savoie din sud-estul Franței. În 2009 avea o populație de 3.069 de locuitori.

## Evoluția populației
| An        | 1975  | 1982  | 1990  | 1999  | 2006  | 2009  |
| --------- | ----- | ----- | ----- | ----- | ----- | ----- |
| Populație | 1.376 | 1.783 | 2.077 | 2.560 | 2.904 | 3.069 |